# 여행가 제이
여행가 제이(Jay world traveler, 본명: 우영진 (禹永進), 1993년 5월 8일 ~)은 대한민국의 여행 유튜버이다. 2018년 12월 20일~2020년 3월 22일까지 베트남을 시작으로 브라질까지 세계여행을 하였다. 코로나 기간 동안에는 국내여행을 주로 하였고, 코로나가 살짝 풀린 2021년 12월 4일, 인도 입국 영상을 업로드 하면서 해외여행 시즌 2를 시작했다. 시즌 2를 마무리하고, 국내에 잠시 머무르다가 뉴질랜드에서 워킹홀리데이 생활을 하였고, 2023년 10월 6일 뉴질랜드 워킹홀리데이 기간이 종료되면서 한국으로 다시 귀국하였다.

## 같이 보기
- 곽튜브
- 빠니보틀
- 원지의하루
- 채코제
- 캡틴따거